# The Whispers
The Whispers é uma série de televisão estadunidense criada por Soo Hugh e exibida pela ABC entre 1 de junho e 31 de agosto de 2015. Ele é baseado no conto "Zero Hour" do livro The Illustrated Man por Ray Bradbury.
Em 19 de outubro de 2015, a emissora ABC cancelou a série após uma temporada.

## Enredo
A série explora o que acontece quando uma força paranormal começa uma assombração misteriosa que tira a tranquilidade da terra usando os habitantes mais improváveis e confiantes no planeta - as crianças.

## Elenco

### Elenco principal
- Lily Rabe como Claire Bennigan
- Barry Sloane como Wes Lawrence
- Milo Ventimiglia como John Doe/Sean Bennigan
- Derek Webster como Jessup Rollins
- Catalina Denis como Dr. Maria Benavidez
- Kristen Connolly como Lena Lawrence
- Kylie Rogers como Minx Lawrence
- Kyle Harrison Breitkopf como Henry

### Elenco recorrente
- Autumn Reeser como Amanda Weil
- Kayden Magnuson como Cassandra Winters
- Abby Ryder Fortson como Harper Weil
- Logan Williams como Eliot

## Episódios
| Nº   | Título                  | Exibição original    |
| ---- | ----------------------- | -------------------- |
| 1x01 | "X Marks the Spot"      | 1 de junho de 2015   |
| 1x02 | "Hide & Seek"           | 8 de junho de 2015   |
| 1x03 | "Collision"             | 15 de junho de 2015  |
| 1x04 | "Meltdown"              | 22 de junho de 2015  |
| 1x05 | "What Lies Beneath"     | 29 de junho de 2015  |
| 1x06 | "The Archer"            | 06 de julho de 2015  |
| 1x07 | "Whatever It Takes"     | 13 de julho de 2015  |
| 1x08 | "A Hollow Man"          | 20 de julho de 2015  |
| 1x09 | "Broken Child"          | 03 de agosto de 2015 |
| 1x10 | "Darkest Fears"         | 10 de agosto de 2015 |
| 1x11 | "Homesick"              | 17 de agosto de 2015 |
| 1x12 | "Traveller in the Dark" | 24 de agosto de 2015 |
| 1x13 | "Game Over"             | 31 de agosto de 2015 |

## Produção
O episódio piloto da série foi aprovado em 8 de maio de 2014, e estreou na ABC em 1 de junho de 2015.
Em 23 de maio de 2014, foi anunciado que a série não seria mais filmada em Los Angeles, Califórnia, e passaria a ser gravada em Vancouver, Canadá. 
Em 11 de junho de 2014, foi anunciado que Brianna Brown, que foi contratada para interpretar Lena Lawrence, tinha saído da série devido a razões criativas.
Produção na primeira temporada envolvido em 20 de dezembro de 2014.